# Charles Augustin Sainte-Beuve

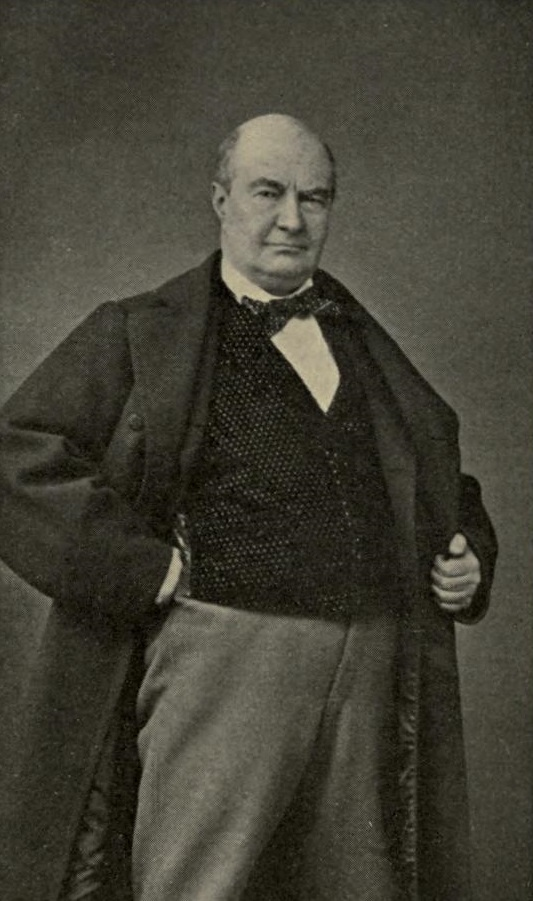
Charles Augustin Sainte-Beuve

Charles Augustin Sainte-Beuve [šárl ógystén sentbéve] (23. prosince 1804 Boulogne-sur-Mer – 13. října 1869, Paříž) byl francouzský spisovatel, literární historik a kritik, člen Francouzské akademie.

## Život
Narodil se jako sirotek po městském radním, studoval v Boulogne-sur-Mer a v Paříži, kde zvítězil v soutěži o nejlepší latinskou báseň. Od roku 1823 studoval medicínu, ale 1827 studia zanechal, aby se mohl věnovat literatuře. Pochvalnou recenzí na básnickou sbírku Victora Huga "Ódy a balady" si získal jeho přátelství a sblížil se se skupinou francouzských romantiků. Jeho vlastní básně a romány neměly velký úspěch, zato jeho kritické recenze a zejména literárně-historické spisy ho proslavily. Roku 1844 byl zvolen členem Francouzské akademie a slavnostní řeč pronesl V. Hugo. V letech 1848–49 přednášel francouzskou literaturu na univerzitě v belgickém Lutychu a od roku 1849 publikoval pravidelné pondělní fejetony v předních denících.
Roku 1852 podpořil – na rozdíl od Victora Huga – "Druhé císařství" Napoleona III. a roku 1854 byl jmenován profesorem na Collège de France, ale pro odpor republikánsky naladěných studentů resignoval. V letech 1858–61 přednášel francouzský jazyk a literaturu na École normale supérieure v Paříži a od roku 1865 do své smrti 1869 byl členem Senátu, kde hájil svobodu slova a tisku. Je pohřben na hřbitově Montparnasse v Paříži.

## Význam
V oblasti literární kritiky a historie hájil romantický směr proti francouzskému klasicismu a prosadil nové pojetí, které za základ pro chápání literárního díla pokládá osobnost a život autora. Proti tomu se později ostře vymezil například Marcel Proust a další. U nás Sainte-Beuve významně ovlivnil Václava Černého, který jeho díla také překládal.

## Dílo
Kromě 5 básnických sbírek a 5 románů vydal 16 svazků fejetonů a několik rozsáhlých spisů o francouzské literatuře. Nejvýznamnější je „Obraz francouzské poezie a divadla v 16. století“ a zejména kniha o klášteře "Port-Royal" z let 1840–1859 (5 svazků), kde rozebral historické, literární i náboženské prostředí jansenistického hnutí. Napsal knihy o Vergiliovi, Chateaubriandovi, Proudhonovi, Talleyrandovi nebo o francouzských spisovatelkách. Jeho korespondence s George Sandovou a dalšími významnými postavami francouzské kultury vyšla v 19 svazcích.
Hlavní spisy
- Tableau historique et critique de la poésie française et du théâtre français au 16e siecle (Historický a kritický obraz francouzské poezie a divadla v 16. století, 1828), 2 sv.
- Port-Royal (1840–1859), 5 sv.
- Portraits littéraires (Literární portréty, 1844 et 1876–78), 3 sv.
- Portraits contemporains (Současné portréty, 1846 et 1869–71), 5 sv.
- Portraits de femmes (Portréty žen, 1844 et 1870)
- Étude sur Virgile (Studie o Vergiliovi,1857)
- Chateaubriand et son groupe littéraire (Chateaubriand a jeho skupina, 1860), 2
- M. de Talleyrand (1870)
- P.-J. Proudhon (1872)
- Les cahiers de Sainte-Beuve (Sešity, 1876)

V češtině a slovenštině
- Podobizny a eseje: výbor z kritického díla. Přel. Václav Černý. Praha: Odeon 1969
- Sainte-Beuve: literárne eseje a portréty. Bratislava: Tatran 1983
- Studie a kritiky. Přel. Václav Černý. Praha: 1936